# Eduardo Williams
Eduardo "Teddy" Williams (Buenos Aires, 1987) es un director de cine argentino. Estudió en la Universidad del Cine y en Fresnoy bajo la instrucción del director de cine portugués Miguel Gomes. La obra de Williams se inscribe dentro del cine de vanguardia o experimental y dentro de ella se destaca El Auge del Humano, además de cortos como Parsi con la colaboración de Mariano Blatt. Sus trabajos fueron presentados en varios festivales de cine, entre ellos Cannes, Locarno y Berlinale. Trabaja frecuentemente con Nahuel Pérez Biscayart.

## Filmografía
- El auge del humano (2016)
- Un gif larguísimo (2023)
- El auge del humano 3 (2023)